# Cherryvale (Kansas)
Pour les articles homonymes, voir Cherryvale.
Cherryvale est une ville du comté de Montgomery au Kansas, aux États-Unis. C'est la ville natale de Louise Brooks.

## Histoire
La ville est fondée en mai 1871, peu de temps après la fin de la guerre de Sécession, sur la terre anciennement des Indiens osages.

## Personnes notables
- Louise Brooks, danseuse, vedette de cinéma muet et auteur est née à Cherryvale le 14 novembre 1906

## Démographie
| Recensement | Population | %±      |
| ----------- | ---------- | ------- |
| 1910        | 4 304      | -       |
| 1920        | 4 698      | +9,2 %  |
| 1930        | 4 251      | -9,5 %  |
| 1940        | 3 185      | -25,1 % |
| 1950        | 2 952      | -7,3 %  |
| 1960        | 2 783      | -5,7 %  |
| 1970        | 2 609      | -6,3 %  |
| 1980        | 2 769      | +6,1 %  |
| 1990        | 2 464      | -11,0 % |
| 2000        | 2 386      | -3,2 %  |
| 2010        | 2 367      | -0,8 %  |

Source : U.S. Decennial Census